# 朔日縁起宝生護摩
朔日縁起宝生護摩（ついたちえんぎほうしょうごま）とは、阿含宗が毎月1日に行う護摩法要である。
朝の時間帯に関東別院などを中心に開催され、ネットワークによって全国の本部、地区道場等に同時中継される。
法話は阿含宗開祖桐山靖雄管長が行っていたが、死去後は法務部の管長や職員が交代で勤めている。

## 意義
本尊である真正仏舎利の前で宝生の護摩を焚き、その功徳をいただく行事である。
阿含宗の会員でなくても参拝可能。朔日縁起宝生護摩講に入講（会費が必要）すると、朔日縁起宝生お守りが授与される。